# Doublet

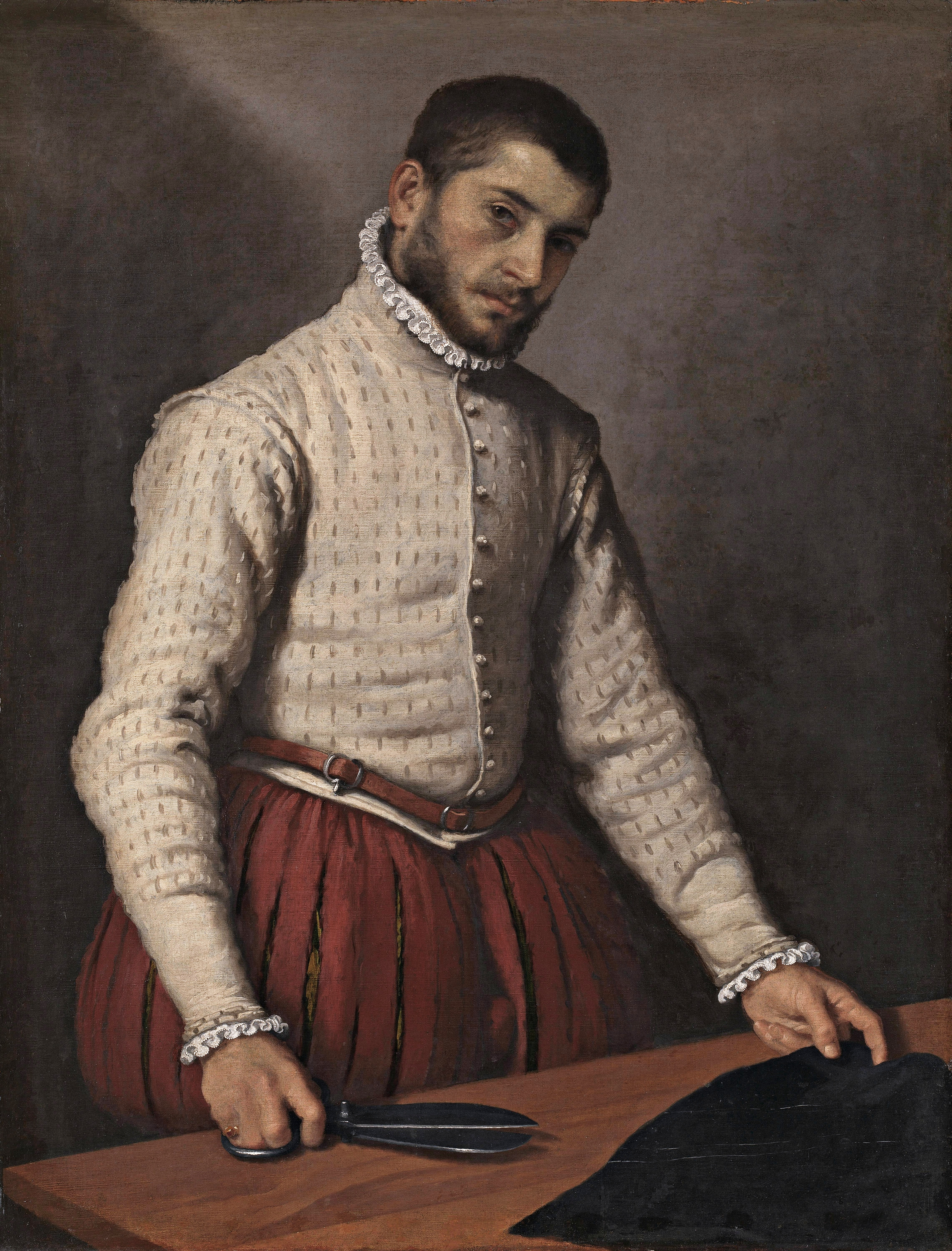
Vit doublet-tröja till röda puffbyxor.

Doublet var ett klädesplagg modernt i Europa under 1500- och 1600-talet. Doubleten var en vadderad men tätsittande tröja, räckte till midjan och var formad som ett V. Dess ärmar var löstagbara och knöts fast vid axlarna. 
Doublet-tröjan utvecklades ur de fignurnära vadderade plagg som bars under rustningen av riddare under 1100-talet för att skydda kroppen mot rustningens metall. Under rustningen bars tättsittande hosor på benen, och på överkroppen ett vadderat livplagg kallat gambeson, pourpoint, jaqueta, jubón eller doublet. Under 1100- och 1200-talet visades dessa plagg aldrig öppet utan betraktades som underkläder. Över rustningen bars en surkot. 
Under 1300-talet började män bära dessa plagg till vardags utan en rustning, med endast en knäkort surkot ovanpå. Doublet-tröjan bars under 1300-talet som vardagsplagg över skjortan (som betraktades som underkläder). En fullt påklädd man bar en surkot över sin doublet och hosor. Under 1400-talet bars en houppelande över doublet och hosor. 
Under andra hälften av 1500-talet övergick doubleten till att bli ett plagg som en man kunde bära utan något överplagg och ändå ses som fullt påklädd. Doubleten blev under denna tid stelt vadderad i en spets ned mot skrevet och styvnad kring midjan med snörlivseffekt. 
Över doubleten kunde bäras en väst, kallad jerkin, och en slängkappa. Även jerkin-västen hade löstagbara ärmar: dessa kunde öppna sig över doubletens ärmar, men det var också vanligt att bära jerkin utan ärmar. 
Under andra hälften av 1500-talet började även kvinnor bära doublet. Överdelen av mäns och kvinnors klädedräkt såg likadan ut, och klänningen delades i ett separat liv och kjol. 
Efter 1625 försvann stoppningen och styvnaden från doublet-tröjan, och den bars istället mjuk och mer löst sittande över den mjuka klädedräkt som då blev modern. Doubleten krympte under 1600-talet gradvis i längd och visade alltmer av skjortan under, tills den på 1660-talet knappt täckte revbenen. Den ersattes i slutet av 1600-talet med en väst och en rock (Justaucorps). 